# 納戸町
納戸町（なんどまち）は、東京都新宿区の町名。住居表示未実施。

## 地理
新宿区の東部に位置する。牛込地域の町である。町域北東部は、中町・南町に接する。南東部は、払方町・市谷鷹匠町に接する。南部は市谷左内町に接する。西部は二十騎町・市谷加賀町に接する。北西部は、南山伏町・細工町にそれぞれ接する（地名はいずれも新宿区）。町域内を牛込中央通りが通っている。主として住宅地として利用され、マンションなども多い。町域南部では、大日本印刷の関連施設も見られる。

## 世帯数と人口
2025年（令和7年）3月1日現在（新宿区発表）の世帯数と人口は以下の通りである。
- 世帯数 : 641世帯
- 人口 : 1,200人

### 人口の変遷
国勢調査による人口の推移。
| 年                 | 人口  |
| ------------------ | ----- |
| 1995年（平成7年）  | 898   |
| 2000年（平成12年） | 1,015 |
| 2005年（平成17年） | 979   |
| 2010年（平成22年） | 992   |
| 2015年（平成27年） | 851   |
| 2020年（令和2年）  | 989   |

### 世帯数の変遷
国勢調査による世帯数の推移。
| 年                 | 世帯数 |
| ------------------ | ------ |
| 1995年（平成7年）  | 390    |
| 2000年（平成12年） | 470    |
| 2005年（平成17年） | 499    |
| 2010年（平成22年） | 539    |
| 2015年（平成27年） | 478    |
| 2020年（令和2年）  | 537    |

## 学区
区立小・中学校に通う場合、学区は以下の通りとなる（2018年8月時点）。
- 区域 : 全域
  - 小学校 : 新宿区立愛日小学校
  - 中学校 : 新宿区立牛込第三中学校

## 事業所
2021年（令和3年）現在の経済センサス調査による事業所数と従業員数は以下の通りである。
- 事業所数 : 68事業所
- 従業員数 : 427人

### 事業者数の変遷
経済センサスによる事業所数の推移。
| 年                 | 事業者数 |
| ------------------ | -------- |
| 2016年（平成28年） | 72       |
| 2021年（令和3年）  | 68       |

### 従業員数の変遷
経済センサスによる従業員数の推移。
| 年                 | 従業員数 |
| ------------------ | -------- |
| 2016年（平成28年） | 394      |
| 2021年（令和3年）  | 427      |

## その他

### 日本郵便
- 郵便番号 : 162-0837[3]（集配局 : 牛込郵便局[15]）。